# Robert Rhett
Robert Rhett (Beaufort, 1800. december 21. – St. James megye, 1876. szeptember 14.) az Amerikai Egyesült Államok szenátora (Dél-Karolina, 1850–1852).